# Stade Omnisports de Bafoussam
Das Stade Omnisports de Bafoussam (deutsch Multisportstadion von Bafoussam, auch als Stade Kouekong bekannt) ist ein Fußballstadion mit Leichtathletikanlage im Vorort Kouekong der kamerunischen Stadt Bafoussam, Hauptstadt der Westregion des Landes. 

## Geschichte
Schon in den 1980er Jahren wurde der Bau eines Stadions begonnen, doch nach der Fertigstellung des Rohbaus der Betonränge wurde die Baustelle aufgegeben. Der Bau der heutigen Anlage, 16 Kilometer vom Stadtzentrum Bafoussams entfernt, begann 2014 und wurde 2016 abgeschlossen. In Anwesenheit des Sportministers Pierre Ismaël Bidoung Kpwatt und Vertretern des afrikanischen Verbandes Confédération Africaine de Football (CAF) wurde die Eröffnung am 29. April 2016 gefeiert.
Die erste Partie war im April 2016 ein Qualifikationsspiel zum U-17-Afrika-Cup 2017 zwischen Kamerun und Sambia. Das Stade Omnisports war eines von sechs Stadien für den Afrika-Cup 2022. Es verfügt über die nötigen, modernen Standards der CAF und der FIFA für das Turnier wie einem Spielfeld aus Naturrasen, Umkleidekabinen, Medienräume, Hospitality-Bereich, elektronische Anzeigetafel, Großbildschirme und Flutlicht.

## Spiele des Afrika-Cup 2022
Acht Partien der Kontinentalmeisterschaft fanden im Stade Omnisports de Bafoussam statt.
- 10. Jan. 2022, 14:00 Uhr, Gruppe B:  Senegal –  Simbabwe 1:0 (0:0)
- 10. Jan. 2022, 17:00 Uhr, Gruppe B:  Guinea –  Malawi 1:0 (1:0)
- 14. Jan. 2022, 14:00 Uhr, Gruppe B:  Senegal –  Guinea 0:0
- 14. Jan. 2022, 17:00 Uhr, Gruppe B:  Malawi –  Simbabwe 2:1 (1:1)
- 17. Jan. 2022, 17:00 Uhr, Gruppe A:  Burkina Faso –  Äthiopien 1:1 (1:0)
- 18. Jan. 2022, 17:00 Uhr, Gruppe B:  Malawi –  Senegal 0:0
- 24. Jan. 2022, 17:00 Uhr, Achtelfinale:  Guinea –  Gambia 0:1 (0:0)
- 25. Jan: 2022, 17:00 Uhr, Achtelfinale:  Senegal –  Kap Verde 2:0 (0:0)